# エチオピア国防軍
エチオピア国防軍（アムハラ語: የኢፌዲሪ መከላከያ ሠራዊት）とは、エチオピアの国軍である。文民統制が行われており、国防省は陸軍、空軍、および国防産業部門の監督を行っている。

## 歴史
エチオピア軍は有史以来の長い歴史を持つ。中東とアフリカの間に位置するこの国は、東西から様々な勢力による侵略に晒されてきた。エチオピア軍は、1579年に行われたオスマン帝国の侵略を撃退した。また、1876年にはエチオピア皇帝ヨハンネス4世率いるエチオピア軍がグラの戦いでエジプト軍を撃破した。
ニコライ・レオンチェフは1899年2月、エチオピア皇帝の命で創設された最初の西欧式大隊の指揮官となった。この大隊はセネガル人志願兵で構成され、ロシアとフランスの将校によって訓練されていた。また、この時エチオピア初の軍楽隊が創設された。

### エチオピア帝国時代

#### アドワの戦い
アドワの戦いは、エチオピア軍が西欧の侵略を撃退した戦いとして知られる。1896年3月1日、アドワの近郊で行われたこの戦いで、メネリク2世率いるエチオピア軍はイタリア王国軍に勝利した。これにより、第一次エチオピア戦争はエチオピアの勝利に終わった。
この戦いの勝利には、ロシアの軍事顧問やレオンティエフが集めた志願兵が重要な役割を果たした   。
この時のエチオピア軍は封建制から脱却できておらず、ほぼ全軍が徴集された農民であった。ロシアの軍事顧問は訓練、武装、軍制などの不利を打ち消すため、全軍を投入しての決戦を行うよう提案した。この提案に基づきアドワの戦いでは波状攻撃が行われ、このことが勝因となった。

#### アフリカ分割への抵抗
列強によるアフリカ分割が行われていた時期、エチオピアはアフリカで唯一独立を維持した国家であった。しかしエチオピアは四方をヨーロッパ諸国の植民地に囲まれていたため、帝国政府はエチオピア軍を近代化する必要に迫られた。こうして近代化が成されたエチオピア軍について、ロシア軍将校のアレクサンダー・ブラトビッチは次のように書いている。
多くの人々が言うには、エチオピア軍は烏合の衆であり、近年のイタリア軍に対する勝利も、他の列強を相手に戦えることの証明にはならないらしい。だが、私はそうは思わない。私は彼らの軍隊を4か月間観察した。彼らの軍隊は烏合の衆などではない。我々が軍隊と聞いて想像するようなものとは異なるが、彼らの軍隊は驚くほどよく訓練されている。アビシニア人たちにとって、戦争は日常生活の一環だ。彼らは生まれつきの戦士だ。彼らは自分に合った行軍ペースを知っているし、戦いの際には驚くほどの忍耐力を示す。
彼らの行動、技術には驚くほど無駄がなく、兵士一人ひとりが己の任務をよく理解し、深く考えて行動している。

その一方で、兵士たちはしばしば衝動的に行動しがちだ。このような軍隊を操ることは、ヨーロッパの軍隊を操るよりはるかに難しい。それにもかかわらず、彼らの指導者たちはこの軍隊をよく統率している。彼らの能力に、私は驚きを禁じ得ない 。
1901年、ロシアとの協定に基づき、エチオピアの将校がロシアの士官学校に留学した。1901年から1913年までの間に、30から40人の将校がロシアで訓練された。

#### ハイレ・セラシエ帝時代

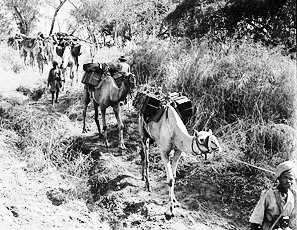
東アフリカ戦線におけるエチオピア軍輸送部隊。ラクダを輸送に利用している。

摂政タファリ・メコンネンは、精力的に近代化を行った。彼は後に皇帝ハイレ・セラシエ1世としてエチオピアを支配する人物である。1917年、彼はマハル・サファリと呼ばれる親衛隊を再編し、新たに帝室親衛隊ケブル・ザバグナを創設した。この部隊の士官たちは、ベルギー、フランスなどで訓練を受けていた。彼はまた、1935年1月、ホレタに士官学校を設立した。
エチオピアでは空軍も創設された。1929年、エチオピアは2人のフランス人パイロットを雇用し、4機の複葉機をフランスから購入した。 1935年の第2次エチオピア戦争開戦時点で、エチオピア空軍は4人のパイロットと13機の航空機を有していた。
しかし一連の近代化は、イタリアの2度目の侵略を撃退するには不十分であった。何よりも時間が不足していた。第二次エチオピア戦争にエチオピアは敗北し、イタリアの占領下におかれた。エチオピアが外国勢力に占領されるのは、歴史上始めてのことである。しかしその後もエチオピアは抵抗を続け、イギリス軍、南アフリカ軍などの協力を得て、1941年に独立を回復した。その後、エチオピア軍の再編のため、スティーブン・バトラー少将の下、英国軍事顧問団（BMME）が結成された 。 1944年のイギリス・エチオピア協定により、BMMEナイロビの東アフリカ司令部の管轄から外され、エチオピアの戦争大臣の管轄下に映った。
1940年代後半、エチオピアはチェコスロバキアから20両のAH-IV豆戦車を購入した。1950年5月9日にジブチに到着したこの戦車は、鉄道でアディスアベバへと輸送された。その後、これらの戦車は80年代のソマリアとの戦いまで使用された。

#### 朝鮮戦争

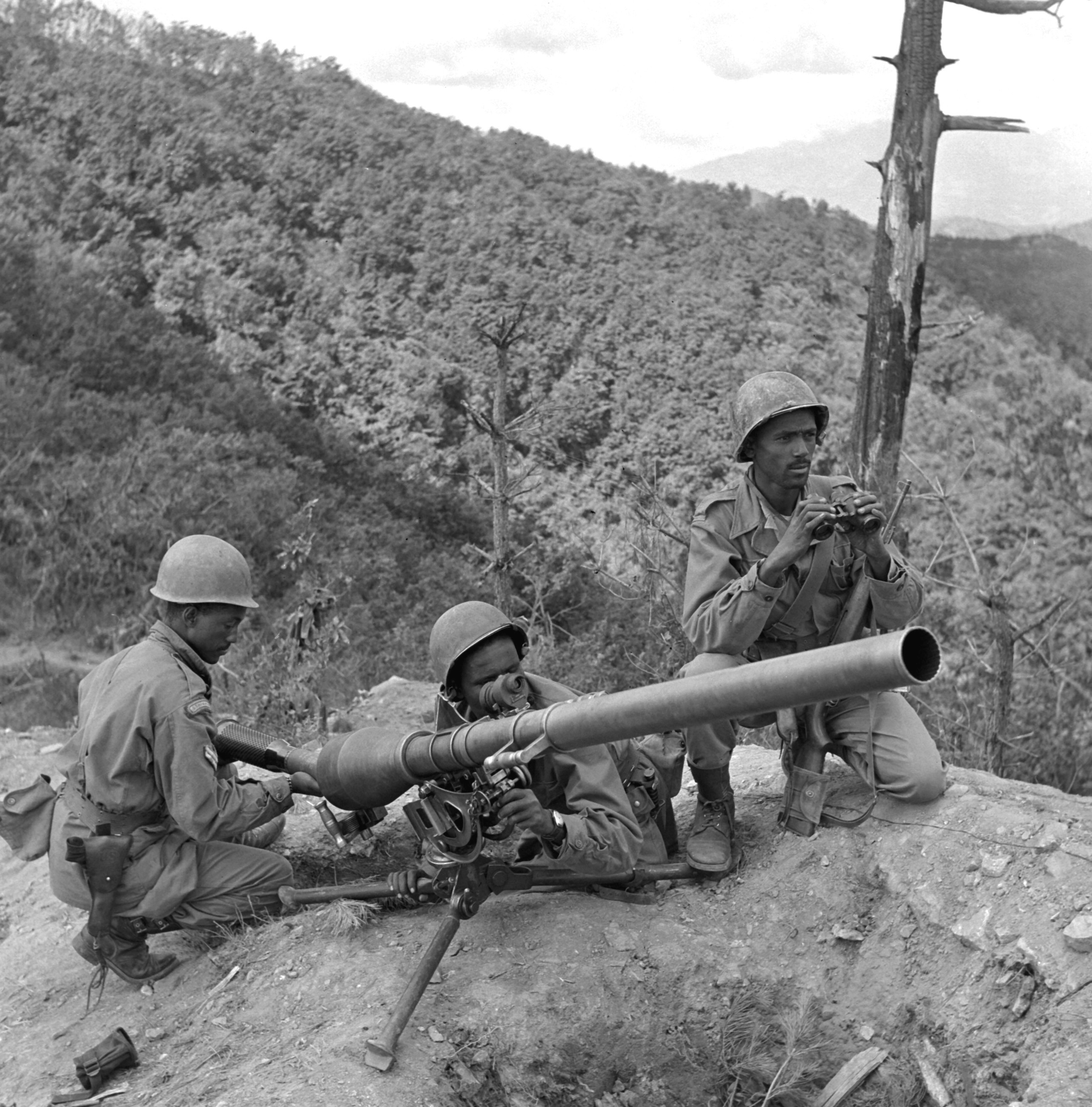
朝鮮戦争におけるエチオピア軍の無反動砲チーム、1951年。

ハイレ・セラシエ帝が支持していた集団安全保障の原則に基づき、エチオピアは朝鮮戦争に参戦した。エチオピアが派遣したカグネウ大隊と呼ばれる部隊は、アメリカの第7歩兵師団の指揮下でポークチョップヒルの戦いなどいくつかの戦いに参加した。 派遣された兵力は計3,518人で、うち121人が戦死、536人が負傷した 。
1953年5月22日、アメリカとエチオピアの間で相互防衛援助協定が調印された。派遣された軍事顧問団が最初に行ったことは、陸軍を3個師団に再編することであった。1953年9月25日、皇帝は陸海空軍全てを管轄する帝国国防省を新たに創設した。 1956年までに、陸軍はアディスアベバに司令部を置く第1師団（第1、第2、第3旅団、兵力5,300）、アスマラの第2師団（第5、第6、第7、第8、第12旅団、兵力4,500）、ハラールの第3師団（第4、第9、第10、第11旅団、兵力6,890）の3個師団が創設された。 3つの師団の合計兵力は16,832人であった。

帝国軍の指揮系統においては、皇帝の権限が非常に強かった。1960年にアメリカ陸軍が発行した資料には、次のような記述がある 。
帝国軍の最高司令官は皇帝であった。これは憲法上の規定である。皇帝は軍の規模、組織、指揮系統、さらには将校の任免権に至るまで、あらゆる権限を有していた。宣戦布告には議会の助言と支持を必要としたが、戦時には、伝統に基づき、全軍の指揮を行うことができる。
エチオピア軍参謀本部は陸海空軍全てを統括していた。また、師団長は陸軍司令官の直属であった。 3つの師団の師団長のうち、オガデンで戦う第3師団長の任務が最も厳しいとみなされていた 。帝室親衛隊ケブル・ザバグナの指揮は陸軍司令官の管轄であったが、実際には皇帝が直接指揮を行っていた。
アベベ・アレガイは、エチオピア中部のショアでイタリア軍の支配に抵抗した人物である。独立回復後に彼は国防大臣に任命され、1960年のクーデター未遂事件で死亡するまでその役職を務めた。
1960年にコンゴで行われた国連の活動にも、エチオピアは参加した。1960年7月20日までに国連は3500人の兵士をコンゴに派遣したが、このうちエチオピア兵は460人であった。最終的にエチオピアは帝室親衛隊から3000もの兵力を抽出し、1個航空隊と共にコンゴへと派遣した。これは当時の全軍の10%にあたる。
1964年に起きたソマリアとの国境紛争で第3師団を指揮したアマン・ミカエル・アンドムは、1974年に国防大臣に就任した 。その後、1974年9月から12月にかけて彼はデルグの議長を務めた。
帝国軍には複数の組織が存在し、それぞれが別々の指揮系統を有していた。帝国軍は以下の組織から構成された。
- 帝室親衛隊(8,000)
- 陸軍(3個師団)
- 空挺部隊、工兵などの部隊（5,000）
- 警察部隊（28,000）[26]。

また、帝国軍は120両のM59と、39両のM75装甲兵員輸送車をアメリカから入手していた。

### エチオピア革命以降
1970年代初頭、エチオピアは深刻な政治的・社会的・経済的危機に直面し、世界の最貧国の一つになっていた。1974年6月、軍の左派将校が中心となり、デルグ(アムハラ語で委員会の意)と呼ばれる政治組織が結成された ・
当初デルグの影響力は首都の部隊に限られていたが、徐々に陸海空軍、警察、親衛隊などの内部にも支持を広げていった。それぞれの部隊はデルグに3人ずつ委員を派遣したが、委員の中には下級将校や民間人なども含まれていた。バル・ゼウデはこれについて次のように考察している。「政権への反感が高まる中で、上級将校たちに対する反感も高まっていた。
デルグはメンギスツ・ハイレ・マリアム少佐を議長に、アトナフ・アバテ少佐を副議長に選出した。当初デルグは軍の腐敗の根絶を目的としていたが、数ヶ月間でデルグは政治への強い影響力を有するようになっていた。1974年7月、デルグは皇帝から強権を与えられ、将校のみならず政治家などをも逮捕できるようになった。間もなく、閣僚、州知事、上級将校や宮廷官僚など、膨大な数の人々がデルグによって投獄された。その後デルグにより帝政が打倒され、社会主義軍事政権が成立した。
権力掌握後、デルグ政権は東側諸国に接近した。ソ連、キューバなどの東側諸国は、装備、組織、訓練など様々な面で支援を行った。一方国内では各地でゲリラ組織が反乱を起こし、デルグ政権は鎮圧に追われた。エリトリアでは帝政時代から反乱が続いていたほか、オガデン地方での反乱は1977年に勃発したオガデン戦争の原因となった。
軍事政権下でエチオピア軍の規模は急激に拡大した。アメリカ議会図書館の資料によると、1974年時点のエチオピア軍の総兵力は41,000人であった。 しかし1975年7月には、3個の歩兵師団と、1個の機械化師団を擁していた。 1975年11月に「ナババル(炎)」部隊が創設されると、わずか16か月間でこの部隊は20個大隊もの規模に拡大した。 これらの部隊は、1977年に実戦投入された。ソマリアとの戦争が近づくと、民兵隊も組織された。1977年から78年までの2年間で、この民兵隊は64個旅団、総兵力143,350となっていた 。 アメリカ議会図書館の資料によれば、オガデン戦争でエチオピア軍が前線に投入した兵力は合計5個師団、53,500人であった。ソ連の支援によって軍隊はさらに増強され、1979年には総兵力は65,000に達した。さらに1980年、エリトリア反乱の鎮圧のため、第18、19山岳師団が創設された。 1981年には、第21、22山岳歩兵師団の動員が進められていた。
1988年4月、陸軍の再編が行われた。対ソマリア戦争の終結に伴い、オガデン地方の第1軍の人員は第2、第3軍に振り分けられた。第3軍は、アッサブ、ティグレ、ウェロ、ゴンダール、ゴジャム州を管轄した。また、新たに第4軍が創設され、ケニア、ソマリア、スーダンとの国境の防衛を担った。このとき全軍は13個軍団に再編された。また、人員の補充も行われ、最終的な総兵力は388,000人に達した。
1988年5月、メンギスツ政権は作戦目標をそれまでのエリトリアからティグレ人民解放戦線に切り替えた。こうして、ゴンダール州に位置するTPLFの拠点を制圧すべく、アドワ作戦が実行された。この作戦には第3軍所属の第603、第604軍団が参加した。
キューバは多数の兵力と軍事顧問をエチオピアに派遣した。特にオガデン戦争時には、ソ連航空隊と共にエチオピアに対する強力な支援を行った。投入されたキューバ軍の兵力は以下の通りである。
- 1977–1978：17,000（オガデン戦争期）
- 1978年：12,000
- 1984年：3,000
- 1989年：全軍が撤退

#### メンギスツ政権末期
1990年時点のエチオピア陸軍は4個軍11個軍団からなり、24個の歩兵師団、4個の山岳師団に加え、5個の機械化師団、2個の空挺師団が存在していた。また、95個の支援旅団が存在し、これには5個の機械化旅団、3個の砲兵旅団、4個の戦車旅団、12個のコマンド旅団、7個のBMロケット旅団などが含まれていた。また、スパルタキアード旅団と呼ばれる特殊部隊が、北朝鮮の協力で編成された。
1991年当時、エチオピア軍の総兵力は233,000に達していた。さらにメンギスツ派の民兵が約20万人存在した。また、1,200両のT-55、100両のT-62、および1,100両のAPCを保有していたが、東側諸国による支援が中止されたことにより、これらの装備の稼働率は約30％であった。

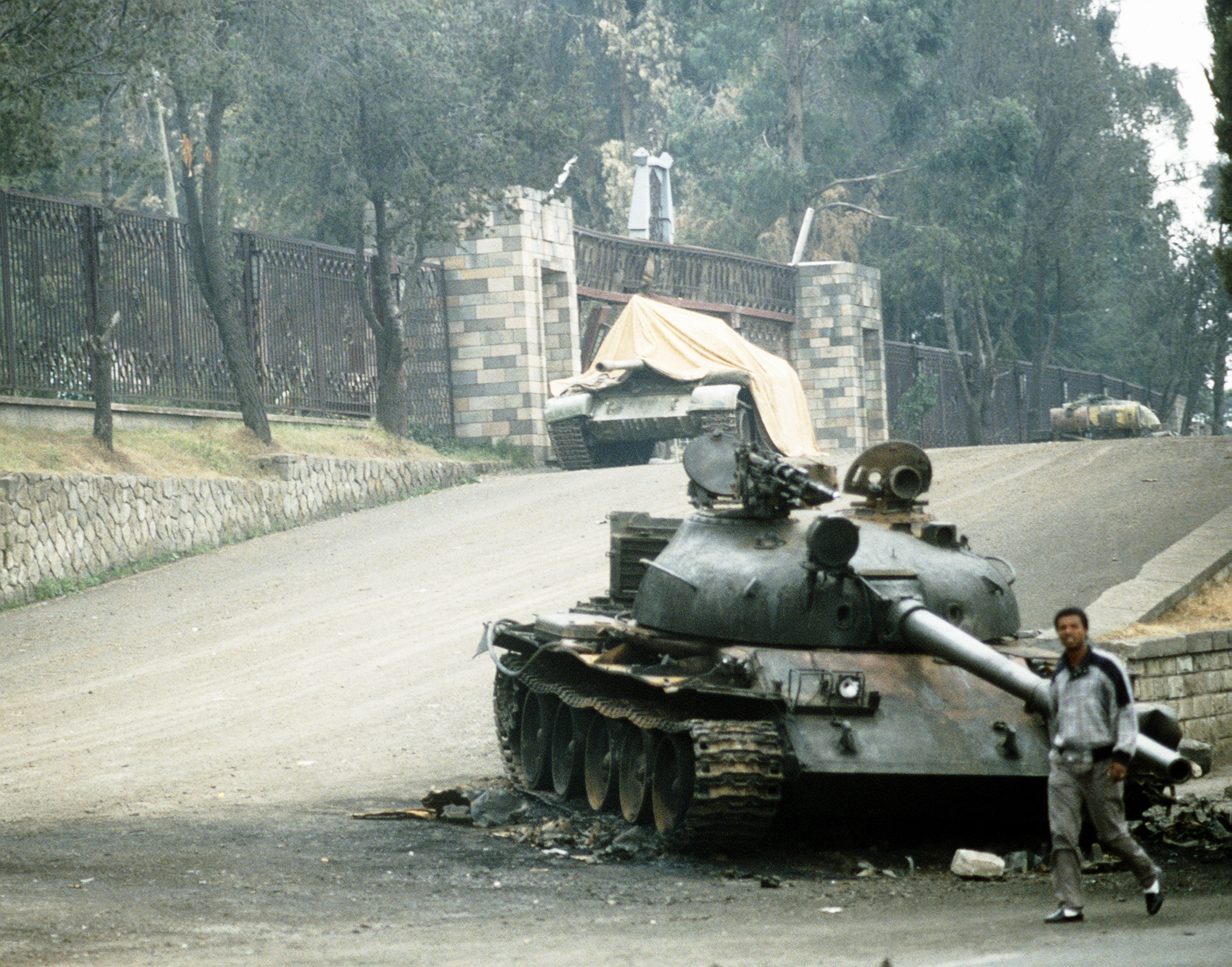
エチオピア内戦末期に撮影されたT-62戦車（手前）とT-54戦車（中央奥）。

以下は当時のエチオピア軍に存在した軍の一覧である。
- 第1革命軍（ハラール：第601、第602軍団[41] ）
- 第2革命軍（アスマラ：第606-第610軍団）
- 第3革命軍（コムボルチャ：第603、第604、第605軍団）
- 第4革命軍（ネケムテ：第611、第612、第614軍団）
- 第5革命軍（ゴンダール） [42]

また、以下の部隊がこれら5個軍に割り当てられた。
- 31個歩兵師団[43]
- 32個戦車大隊
- 40個砲兵大隊
- 12個防空大隊
- 8個コマンド旅団

### 軍政崩壊後
1991年、エチオピア人民革命民主戦線(EPDRF)、エリトリア民主正義人民戦線(PFDJ)などの部隊が首都アディスアベバに突入し、メンギスツ政権は崩壊した。軍政崩壊後に臨時政府はそれまでの国軍を解体したため、軍隊はこれら組織の民兵隊のみとなった。 しかし1993年、ティグレ人民解放戦線の主導する政府は、新たな軍隊の創設を発表した。これに伴い、メンギスツ政権との内戦を戦った民兵隊は解散された。しかしこの時、ティグレ人将校の多くは解雇されず、そのまま軍隊に留まった。1998年に対エリトリア戦が開始された時点でも、軍隊の再編は完了していなかった。エリトリアとの戦争の中で、軍拡が行われた。
民兵は実戦経験は豊富だったが、その組織はゲリラ戦のために構築されており、職業軍への再編には困難が伴った。階級制度などの基本的な制度さえ、1996年になって初めて再導入された。軍の再編はアメリカの支援の下で行われたが、エリトリアとの間で戦争が勃発したことにより中断を余儀なくされた。

#### エチオピア・エリトリア戦争

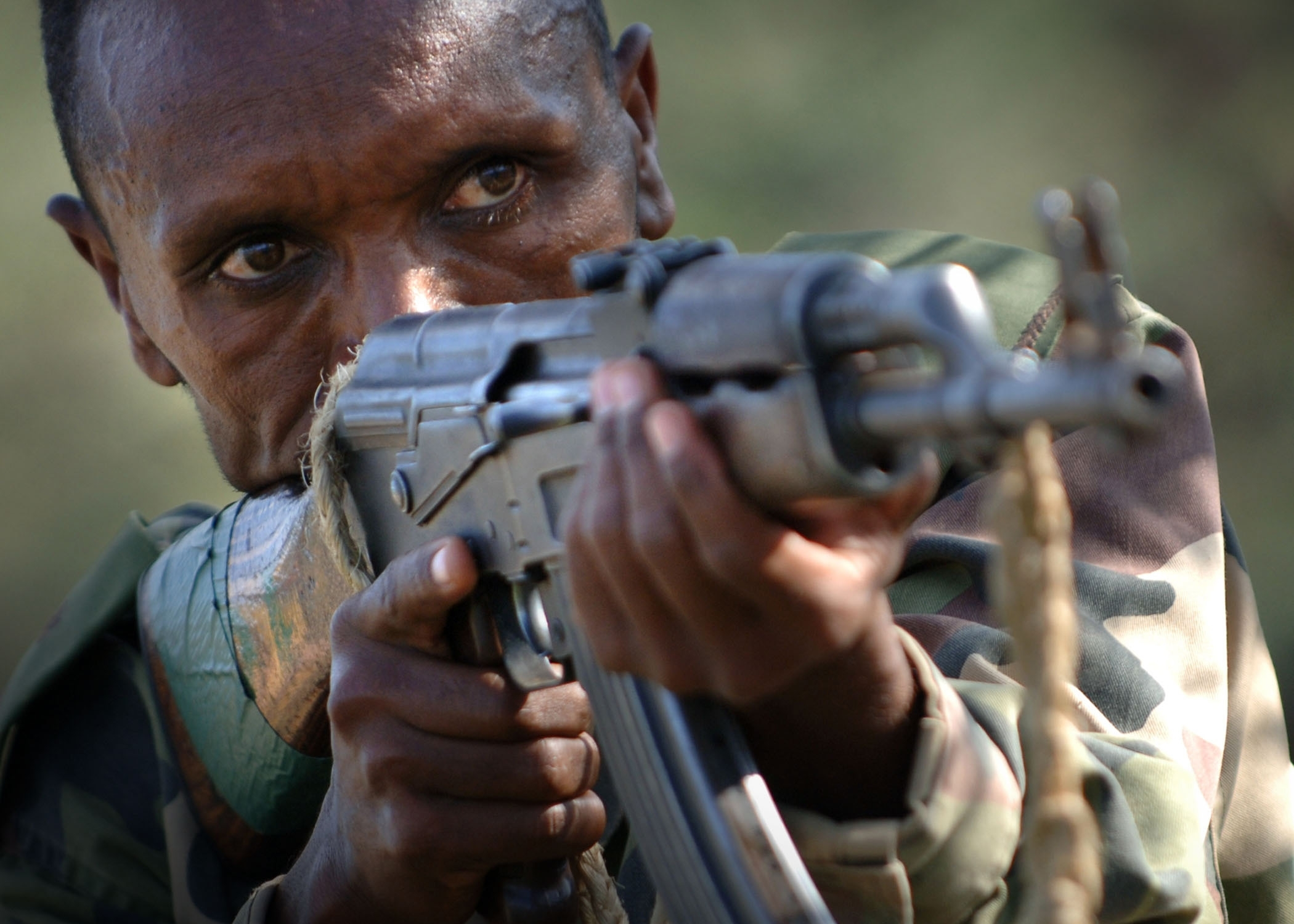
訓練でAK-47小銃を構えるエチオピア国防軍の将校、2006年。

エチオピア内戦中、EPRDFとPFDJは協力関係にあった。しかし政権掌握後、両者は1998年に戦争に突入した。バドメの支配をめぐって行われたこの戦争は、最終的に2018年まで継続した。戦時中、エチオピアの新政府は退役した旧軍の将校を呼び戻し、2000年に始まった反攻では彼らが重要な役割を果たした。
2001年9月のアメリカ同時多発テロ事件後、ジブチにおいて米軍が中心となり「アフリカの角」地域統合任務部隊(CJTF-HOA)が結成され、エチオピアはこれに参加した。これに伴い2003年7月からアメリカの軍事顧問によるエチオピア軍の訓練が行われ、エチオピア軍では対テロ大隊が創設された。

#### オガデン地方の反乱
オガデン地方ではオガデン民族解放戦線の反乱が勃発したため、エチオピア軍はこれの鎮圧を行った。

#### ソマリア内戦
ソマリア内戦によりオガデン地方の安全が脅かされたとして、2006年、エチオピア軍はソマリアに侵攻した。
2006年12月、ソマリアに侵攻したエチオピア軍は、イスラム法廷会議との戦闘を行った。その後、エチオピア軍はソマリア暫定政府(TFG)の民兵と協力し、モガディシュを奪還した。イスラム過激派勢力が分裂すると、穏健派の指導者とTFGとの間で和平が成立し、モガディシュに新たな政府が設置された。和平成立に伴い、エチオピア軍はソマリアから撤退した。
人権団体の報告によれば、エチオピア軍はソマリアで戦争犯罪を犯した。協力関係にあったソマリア暫定政府もまた、虐殺、強姦、略奪などを行ったと報告されている。
2008年12月に提出されたヒューマン・ライツ・ウォッチの報告書によれば、エチオピア軍の侵攻以降、ソマリアの人道危機は深刻化した。また、同団体はエチオピア軍、ソマリア暫定政府の双方を、暴力行為を行ったとして非難した 。
エチオピア軍のソマリアへの介入には、財政上の理由があると考えられている。これは、ソマリアに展開中のエチオピア軍が、ソマリア平和維持部隊(AMISOM)の配当予算額未満で運用されているためである。 2014年、ソマリアのエチオピア軍はAMISOMに統合された。エチオピア外務省のスポークスマンであるディナ・ムフティによると、エチオピア軍のAMISOM参加の目的は、平和維持活動をより効果的に行うためであるという。

#### ティグレ紛争

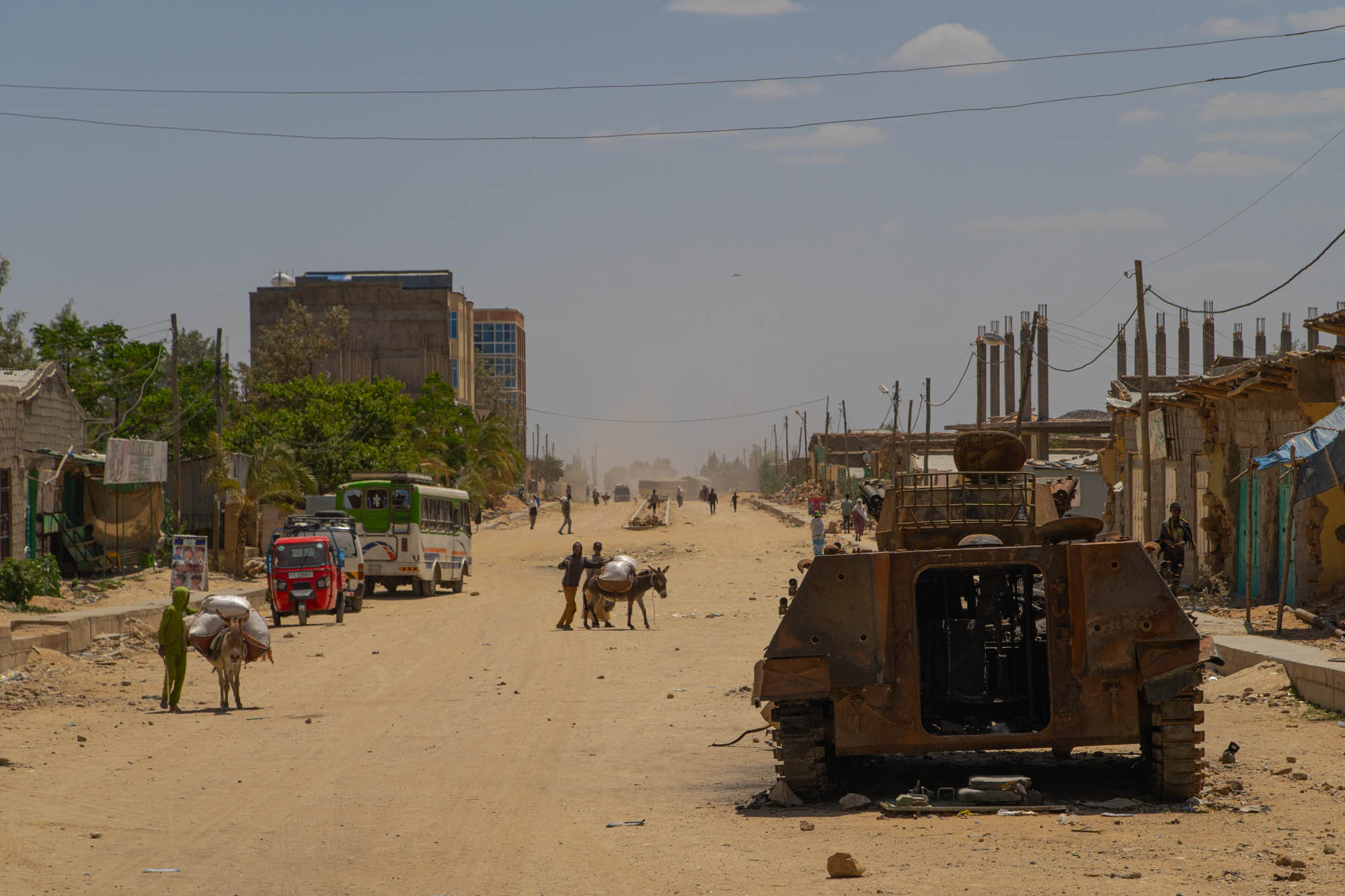
破壊されたエチオピア軍の車輛、2021年6月

2020年11月8日、ティグレ州において反乱が勃発したことに伴い、エチオピア軍が現地に展開した。また、アムハラ州などの民兵や、エリトリア軍もエチオピア政府側でこれに参加した。開戦以来、エチオピア軍は各地で強姦、虐殺など、複数の戦争犯罪に関与したとされている   。アビィ・アハメド首相は、ティグレ州における紛争で戦争犯罪が発生する可能性を認めているが、一方でこれらの戦争犯罪の多くは、反政府勢力であるティグレ人民解放戦線のプロパガンダだと主張している。この紛争の被害を調査しているゲント大学のヤン・ニッセン教授によると、エチオピア政府は少なくとも150件の虐殺事件に関与し、2000人の民間人が殺害されたという。また教授は、一連の民間人虐殺の多くは、エリトリア軍の犯行であると考えている。彼の研究チームの発表によれば、犠牲になった民間人全体の43%がエリトリア軍によって殺害されている。また、エチオピア軍による犯行は全体の18%であった 。 2021年7月8日時点で、チームが報告を受けた民間人の死者数は9,651人であり、確認が取れた犠牲者数だけでも2,805人に上った。また、245件の虐殺事件が報告されている。2021年8月、イタリアの週刊誌『パノラマ』により、アムハラ語を話すエチオピア兵が9人の民間人を殺害し、遺体を焼却する映像が公開された。その他にも、民間人に対する拷問などがこの映像には記録されていた。

## 規模
2000年にエリトリアとの間で休戦が成立して以降、エチオピア軍の兵力は大きく減少した。2002年のエチオピア軍は250,000～350,000の兵力を有しており、これは軍事政権時代の兵力とほぼ同数である 。しかしその後兵力は減少し、2007年のソマリア介入時の兵力は約300,000であった 。 IISSによると、2012年時点の推定兵力は、陸軍135,000、空軍3,000であった 。
2012年時点で、エチオピア軍は陸軍、空軍の二軍に分かれている 。エチオピアには国防産業を統括する組織が存在し、多くの装備はここで製造されているが、これらのほとんどは軍事政権下で構築されたものである。志願兵制を取っており、兵役年齢は18歳以上。徴兵制度は存在しないが、必要に応じて招集が行われることはあると考えられる 。
内陸国となった現在、エチオピアに海軍は存在しない。エチオピア海軍はエリトリアを領有していた1955年に創設されたが、1991年のエリトリア独立によりエチオピア海軍は海軍基地を失った。しかし1996年に正式に解体されるまで、海軍は諸外国の基地を拠点に活動を続けた。

## 平和維持活動
エチオピアは、国連、アフリカ連合などによる様々な平和維持活動に参加した。エチオピア軍は、コートジボワール 、ブルンジ国境  、ルワンダなどで活動を行った。
特に重要な活動は、リベリアとダルフールにおけるものである。国際連合リベリア・ミッション（UNMIL）は、停戦協定と和平プロセスの遂行の支援、国連職員、施設、民間人の保護、人道支援などを行うため、2003年9月19日の国連安全保障理事会決議1509によって設立された。また、警察、軍隊の再編など、現地の安全保障環境を向上することもUNMILの活動には含まれていた。 2007年11月、UNMILに所属するエチオピア軍約1,800人に対し、「和平プロセスに大きく貢献した」としてPKOのメダルが授与された。最大3個大隊が現地に派遣され、管轄地域はリベリアの南部であった。2018年、PKO活動は正式に終了した。
国際連合アフリカ連合ダルフール派遣団(UNAMID)には、数千のエチオピア軍が参加し、西部で活動を行った。安全保障理事会によれば、このPKOには各国から計26,000人の兵士が参加した。ダルフールでの活動は、2020年末に中止された。
南スーダンのアビエイ市におけるPKO活動に参加した部隊は、全てがエチオピア軍の部隊であった。活動の指揮もエチオピア軍の将校が行った。

## 国防記念日

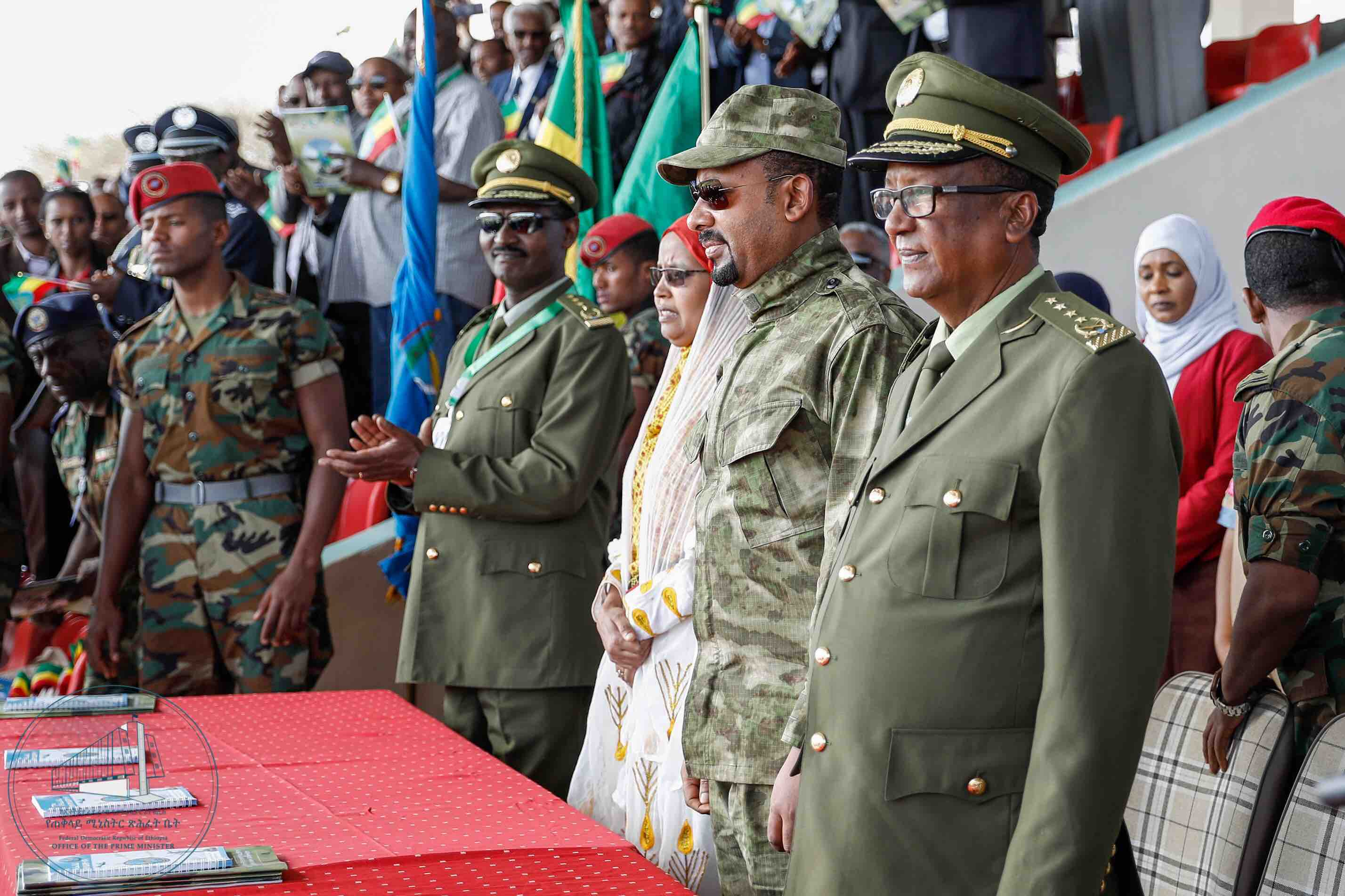
2019年の国防記念日に行われた式典

エチオピアの国防記念日は2月14日である。この祝日は2013年に設置され、エチオピア軍では4日間の休暇が与えられる。この祝日は、1996年2月14日に軍隊が設立されたことを由来としている。

## 関連資料
- Adejumobi and Binega, Budgeting for the Military Sector in Africa, Ch. 3
- Baissa, Lemmu (1989). “United States Military Assistance to Ethiopia, 1953-1974: A Reappraisal of a Difficult Patron-Client RELATIONSHIP”. Northeast African Studies 11 (3).
- Bendix, Daniel ; Stanley, Ruth. / Security Sector Reform in Africa. The Promise and the Practice of a New Donor Approach. In: Accord Occasional Paper Series. 2008 ; Vol. 3, No. 2 - includes a note indicating British supported SSDAT/DfID/FCO/MOD defense transformation in Ethiopia.
- Prof Laura Cleary, Ethiopia, in Security Sector Horizon Scanning 2016 - to support Agile Warrior Director Strategy, British Army, Andover, c2016, ISBN 978-1-907413-35-3
- Jeffrey Isima, Report on the current position with regard to the security sector in Ethiopia, 2003
- Mesfin, Berouk, Rebel Movements in Ethiopia, in Caroline Varin, Dauda Abubakar (eds) Violent Non-State Actors in Africa: Terrorists, Rebels and Warlords, Springer, 2017.
- Laurie Nathan, No Ownership, No Commitment, GfN-SSR/University of Birmingham, 2007. Section on DDR Commission.
- Colin Robinson, Defence Reform since 1990 in Atieno and Robinson (eds.), Post-conflict Security, Peace and Development: Perspectives from Africa, Latin America, Europe and New Zealand, Springer, 2018.
- Haile Selassie I: My Life and Ethiopia's Progress: The Autobiography of Emperor Haile Selassie I, King of Kings and Lord of Lords. II. Edited by Harold Marcus with others and Translated by Ezekiel Gebions with others. Chicago: Research Associates School Times Publications. (1999). ISBN 978-0-948390-40-1
- Gebru Tareke, The Ethiopian Revolution: War in the Horn of Africa, Yale Library of Military History